# 화석연구데이터베이스
화석연구데이터베이스(Fossilworks)는 1998년부터 시작된 고생물학 관련 관계형 데이터 베이스이다. 고생물학 화석 정보를 수집한다.
1998년 엔씨스(National Center for Ecological Analysis and Synthesis, NCEAS)의 자금을 지원받아 시작된 프로젝트로, 이후 여러 기관과 단체의 재정 지원을 받아왔었다. 데이터베이스의 정보는 오스트레일리아의 시드니에 소재한 매쿼리 대학교 서버에 보관되어있다.